# Carlo Morelli (politico)
Carlo Morelli (Campiglia Marittima, 6 dicembre 1816 – Firenze, 13 settembre 1879) è stato un politico e medico italiano.

## Biografia

### Origini e formazione
Figlio di Antonio Morelli, medico condotto a Campiglia Marittima dal 1813 al 1850, e di Elena Frosini.
La famiglia Morelli è originaria di Castelnuovo di Garfagnana (LU) nel cui Circondario, Carlo Morelli verrà eletto Deputato alla Camera dal 1865 al 1870.
Si laureò in Medicina all’Università degli studi di Pisa nel 1839 e nel periodo universitario fece parte di quel gruppo di studenti che rappresentano la gioventù ribelle, tra cui, in particolare, Zanobi Bicchierai, Cesare Studiati, Pietro Savi, Francesco Passerini, Francesco Sforzi, Gabriele Masini, Germano Fossi e Giuseppe Barellai.
Nel 1840, subito dopo essersi laureato, insieme ad altri giovani colleghi, fondò la Società di scambio medico reciproco. Questo rappresentò la prima manifestazione dell'idea di Morelli riguardo alla necessità di intraprendere continui scambi tra medici riguardo all'evoluzione dei loro studi sulle varie branche della scienza medica; un elemento essenziale affinché la medicina potesse accompagnare il progresso in tutti gli altri campi dello scibile umano.
Nel 1841, completò il tirocinio come discepolo di Francesco Puccinotti e si trasferì a Firenze per iniziare il suo internato all'ospedale di Santa Maria Nuova con la qualifica di medico astante. Diventò discepolo di Maurizio Bufalini e Pietro Betti, mantenendo ottimi rapporti con Francesco Puccinotti.

### Studi
Fu un fervente sostenitore dell'importanza dell'igiene come branca medica da considerare con la massima attenzione. Aveva uno spirito risorgimentale e credeva che attraverso l'opera dei medici nel campo igienico si potesse raggiungere l'unità nazionale e creare una popolazione consapevole di sé stessa. Divise l'igiene in due filoni: l'igiene fisica e quella mentale, ritenendo che perseguendoli entrambi si potesse raggiungere l'obiettivo.
Il primo grande tema affrontato fu quello delle malattie mentali, e nel 1846 pubblicò la traduzione in italiano dell'opera di Esquirol sulle malattie mentali: Delle malattie mentali considerate in relazione alla medicina, all'igiene e alla medicina legale, a cui seguì, nel 1850, Della pazzia in rapporto ad alcuni elementi della civiltà. In questo periodo, approfondì la conoscenza e l'amicizia di altri medici e studiosi come Carlo Livi e Serafino Biffi, e nel 1851 pubblicò Della scienza medico-psicologica in rapporto alla legge. Questo rappresentò il primo momento di connessione tra le questioni igieniche mentali e il sistema carcerario. Parallelamente, sviluppò il tema dell'igiene fisica, pubblicando nel 1847 Dei bagni pubblici e dell'incominciata istituzione degli stessi in Firenze, nel 1849 La questione igienica della fonderia di rame alla Briglia in Valle Bisenzio presso Prato, nel 1855 Cenni sull'Alimurgia Fiorentina e nel 1856 La pellagra nei suoi rapporti medici e sociali. Quest'ultima opera metteva in evidenza come i due campi dell'igiene fossero interconnessi: l'igiene fisica come causa e l'igiene mentale come effetto.
Nell'agosto del 1854, il Granduca di Toscana lo nominò Commissario per lo studio delle condizioni igieniche dei reclusi nel penitenziario di Volterra (PI). Essendo sostenitore del sistema Auburniano misto (isolamento notturno e lavoro in comune diurno), nel suo rapporto finale (gennaio 1855) dimostrò gli effetti negativi sul fisico e sulla psiche dei detenuti causati dall'applicazione del sistema di isolamento assoluto. Raccogliendo dati statistici di vario genere, e grazie all'ausilio di esperti nel campo ingegneristico, inserì nella relazione precise indicazioni di carattere architettonico che avrebbero migliorato la salubrità delle celle e degli altri locali del Penitenziario, oltre a una dieta più appropriata per evitare ulteriori disagi fisici ai detenuti.
Nel gennaio 1855, appena tornato all'ospedale di Santa Maria Nuova, venne distaccato all'ospedale delle malattie cutanee di Santa Lucia a Firenze, dove iniziò a raccogliere materiale per l'opera edita nel 1857: Guida pratica e razionale alla cura dei morbi cronici della pelle, alla quale seguirono numerose nuove edizioni contenenti gli aggiornamenti dovuti al progresso delle conoscenze mediche intervenuto nel frattempo.
Tornato al Santa Maria Nuova, nel 1855 si occupò della cura dei colerosi a seguito dell'epidemia che aveva colpito la città di Firenze. Posticipò le nozze, che si tennero l'anno successivo, a causa sia dell'epidemia che della morte della madre, Elena Frosini.
Nel 1856 sposò Quirina Andreini, figlia dell'ingegnere pisano Giuseppe Andreini. Nel 1859 pubblicò il Saggio di studi igienici sul regime penale della segregazione fra i reclusi, che ricevette l'approvazione del ministro Bettino Ricasoli. Successivamente, fu accolta la sua tesi sul sistema carcerario da adottare, anche a seguito dei risultati di una commissione ministeriale composta da Giuseppe Barellai ed Eugenio Giorgi, quest'ultimo direttore del penitenziario di Volterra all'epoca in cui Carlo Morelli svolgeva l'incarico di commissario.

### Insegnamento
Mantenendo il principio secondo cui per elevare il livello professionale dei medici era fondamentale incentivare lo scambio di informazioni, fondò nel 1858 il periodico "Il Tempo" e iniziò a occuparsi di un altro filone in cui l'aspetto igienico aveva fondamentale importanza: l'educazione scolastica. Nel 1860 divenne membro della Commissione Municipale di Firenze per l'elaborazione di un Regolamento igienico municipale e la riorganizzazione dell'Istituto di Studi Superiori fondato nel 1859, nonché dello studio per la riorganizzazione in Firenze delle Scuole Leopoldine e delle Mantellate.
Nel 1862, un anno dopo essere stato nominato professore supplente alla cattedra di Storia della Medicina a Firenze, venne nominato Commissario Governativo per l'Esposizione mondiale di Londra e nel 1863 divenne direttore e redattore del giornale Cronaca Medica.
Durante questi anni, la figura di Carlo Morelli acquisì sempre più importanza a Firenze e in tutta l'Italia. Mantenne rapporti epistolari con le personalità del tempo e divenne membro di associazioni prestigiose come l'Accademia dei Georgofili e la Colombaria. 

### Politica
Nel dicembre 1865, con effetto da gennaio 1866, fu eletto deputato nel Circondario di Castelnuovo di Garfagnana. La sua candidatura fu sostenuta dal Comitato Elettorale per la Sinistra, composto tra gli altri da Benedetto Cairoli, Francesco Crispi, Antonio Mordini e Nicola Fabrizi. Carlo Morelli fu deputato per due sessioni legislative e dopo la prima elezione passò a far parte della Destra.
Pochi mesi dopo la sua nomina, suo primogenito Antonio morì, mentre rimase in vita il secondogenito Guido, che dopo la morte di Carlo Morelli diventò avvocato entrando nello studio dello zio Cesare, il fratello minore di Carlo Morelli.
Nonostante considerasse Firenze il centro della sua vita, Carlo Morelli mantenne forti legami con la sua città natale, Campiglia Marittima, e con Castelnuovo di Garfagnana, così come con Casale Marittimo, dove la famiglia Morelli acquistò diverse proprietà, eleggendola come dimora di campagna.
Da Deputato si occupò inizialmente della proposta di legge sul riordinamento del corpo sanitario militare e alla compilazione del codice penale per contribuire alla definizione della scala delle pene. Inoltre, scrisse un documento su Carceri e Bilancio dello Stato. Nel gennaio 1869, presentò la Relazione sul Riordinamento degli Istituti per l'insegnamento secondario e nel maggio 1869 la Relazione sul Riordinamento delle Scuole Normali e Magistrali Femminili. Nel 1870, insieme a Barazzuoli, presentò un progetto di legge per modifiche al Codice di procedura penale.
Nonostante il passaggio dalla Sinistra alla Destra, i rapporti di Carlo Morelli con coloro che lo avevano sostenuto come deputato rimasero invariati, e consolidò i rapporti con altre personalità dell'epoca, come Leopoldo Galeotti, Ubaldino Peruzzi e Francesco Borgatti.
Nel quadriennio tra il 1866 e il 1870, Carlo Morelli ricoprì numerosi incarichi. Nel 1867, fu nominato Commissario per l'Esposizione Mondiale di Parigi e nello stesso periodo entrò a far parte del Consiglio Direttivo dell'Associazione Italiana per l'Educazione del Popolo. Nel 1869, divenne Consigliere Comunale a Firenze con sindaco Ubaldino Peruzzi.

### In Umbria
Nel settembre 1870, fu nominato presidente del Comitato Promotore del Collegio Convitto per gli insegnanti benemeriti e per i figli degli insegnanti ad Assisi. Cinque anni dopo, il 4 ottobre 1875, avvenne l'inaugurazione del collegio convitto Principe di Napoli ad Assisi. Questo evento fu segnalato e pubblicato sul quotidiano La Nazione di Firenze da "Yorick figlio di Yorick" (pesudonimo di Pietro Coccoluto Ferrigni), che poi lo incluse nella prima parte del suo libro Le Passeggiate. In quella occasione, a Carlo Morelli fu conferita la cittadinanza onoraria di Assisi.
Nel 1871 si occupò della riorganizzazione dell'Istituto Tecnico Industriale e Commerciale di Terni e ne divenne Preside Onorario. Fu anche relatore al VII° Congresso Pedagogico a Napoli. Nel 1872, fu nominato relatore per il governo italiano al Congresso Internazionale su temi Carcerari a Londra e nel 1874 divenne primario al terzo turno dell'ospedale Santa Maria Nuova.

### Ultimi anni
Nonostante una grave malattia, Carlo Morelli non ridusse il proprio impegno. Nel 1876, il Governo lo incaricò di proporre le sue Osservazioni sugli articoli 61 e 62 commi 1 e 2 del Libro I del Progetto di Codice Penale del Regno d'Italia. Pubblicò inoltre le Memorie originali intorno al progetto di riforma dei regolamenti sanitari di Santa Maria Nuova.
Anche dopo aver abbandonato la vita pubblica, Carlo Morelli continuò a lavorare instancabilmente all'ospedale Santa Maria Nuova, concentrando gli ultimi sforzi sullo studio delle malattie del cervello e della spina dorsale. Morì a Firenze il 13 settembre 1879 e fu sepolto nella cappella di famiglia Morelli nel cimitero di Soffiano.

## Archivio
Nella casa di campagna a Casale Marittimo appartenuta alla famiglia Morelli, venne rinvenuto fortuitamente negli anni 1990 un armadio contenente le lettere, i manoscritti e altri documenti relativi a Carlo Morelli, raccolti da suo figlio Guido, e fino ad allora inesplorati. Trasferito nella casa livornese da Giovannella Mussi, su donazione della madre Maria Pia Betti, bisnipote di Carlo Morelli, questo archivio è stato in larga parte digitalizzato e reso accessibile al pubblico. In particolare le oltre duemila lettere, scambiate coi familiari, coi colleghi, ma anche con importanti personaggi della sua epoca, e circa trecento manoscritti inediti consultabili tra le pubblicazioni, non solo di Carlo Morelli ma anche di Pietro Betti, Vincenzo Chiarugi e Cristoforo Teodoro Verzani, gettano luce sulle vicende risorgimentali e quelle immediatamente antecedenti, con un orizzonte che sconfina talvolta anche dall'Italia.